# Mesembreuxoa chilensis
Mesembreuxoa chilensis är en fjärilsart som beskrevs av George Francis Hampson 1903. Mesembreuxoa chilensis ingår i släktet Mesembreuxoa och familjen nattflyn. Inga underarter finns listade i Catalogue of Life.